# Stephen John Hill

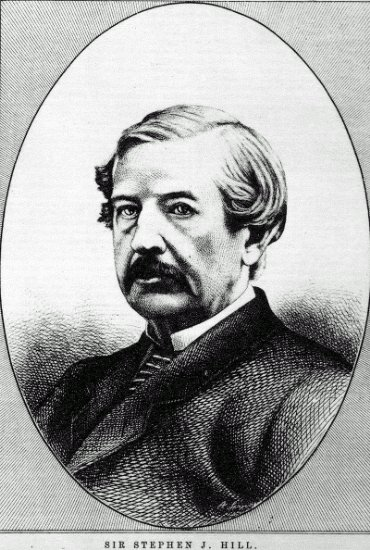
Sir Stephen John Hill.

Stephen John Hill (Antillas, 10 de junio de 1809 – Londres, 20 de octubre de 1891) fue un político y militar antillano, ciudadano británico, nombrado caballero.
Comenzó su servicio militar en la colonia en Sudáfrica.
En 1851 fue nombrado gobernador de Ghana.
En 1854 fue nombrado gobernador de Sierra Leona.
En 1863 fue nombrado gobernador de las Islas de Sotavento y de la Antigua y Barbuda, cargo que desempeñó hasta 1868.
En 1869 fue nombrado gobernador de Terranova.
| Predecesor: James Bannerman           | Gobernador de Ghana 1851-1854                | Sucesor: Henry Connor                       |
| Predecesor: Sir Arthur Edward Kennedy | Gobernador de Sierra Leona 1854-1861         | Sucesor: Robert Dougan                      |
| Predecesor: Ker Baillie Hamilton      | Gobernador de Antigua y Barbuda 1863-1868    | Sucesor: Sir Benjamin Chilley Campbell Pine |
| Predecesor: Sir Anthony Musgrave      | Gobernador de Terranova y Labrador 1869-1876 | Sucesor: Sir John Hawley Glover             |